# Années 270 av. J.-C.
Les années 270 av. J.-C. couvrent les années de 279 av. J.-C. à 270 av. J.-C.

## Événements

Guerre de Pyrrhus en Italie.

- 280-275 av. J.-C. : guerre de Pyrrhus en Italie ; bataille d'Héraclée (280) ; bataille d'Ausculum (279) ; bataille de Beneventum (275)[1].
- 279-278 av. J.-C. : grande expédition des Celtes (Galates) dans les Balkans et en Anatolie[2].
- 278 av. J.-C. : les Galates envahissent l’Asie Mineure (Galatie) : un contingent de l’armée de Brennos se met au service de Nicomède Ier de Bithynie, qui les installe dans un territoire entre son royaume et celui d’Antiochos Ier de Syrie. Cette implantation apporte des troubles et provoque des hostilités incessantes. Battus par Antiochos entre 275 et 268 av. J.-C.[3], les Galates sont chassés vers la région des Hauts plateaux, la partie la plus pauvre de l’Asie Mineure. Ils terrorisent les cités alentour, dont Gordion. Vers 240 av. J.-C., ils s’intègrent dans les affaires des États hellénistiques et s’attaquent même à Pergame. Le roi Attale Ier leur inflige plusieurs défaites. Très hellénisés, éloignés de leurs terres, ils constituent une minorité qui aurait, selon les sources antiques, conservé la langue et les traditions celtiques.
- Vers 274-271 av. J.-C. : première guerre de Syrie entre Ptolémée II d’Égypte et Antiochos Ier de Syrie[4].
- 272 av. J.-C. :
  - les Romains dominent l'Italie du Sud après la prise de Tarente[5]. En Grande-Grèce, ils se livrent au pillage et prennent contact avec le luxe de la culture hellénistique.
  - en Chine, le roi Zhaoxiang du royaume de Qin fortifie ses frontières septentrionales après la destruction d’un groupe de guerriers nomades Yiju[6].

## Personnages significatifs
- Ashoka, empereur Maurya
- Antigone II Gonatas
- Arsinoé II
- Curius Dentatus
- Épicure
- Pyrrhus Ier